# Petra Slezáková
Petra Slezáková (ur. 4 lutego 1981 w Bańskiej Bystrzycy) – słowacka biathlonistka.

## Osiągnięcia

### Mistrzostwa Świata
| 2004 Oberhof (Niemcy)    | 71. miejsce (15 km), 53. miejsce (7,5 km), 15. miejsce (4×7,5 km) |
| 2007 Anterselva (Włochy) | 79. miejsce (15 km)                                               |
| 2008 Östersund (Szwecja) | 29. miejsce (15 km), 65. miejsce (7,5 km), 9. miejsce (4×7,5 km)  |

### Puchar Świata
| Sezon     | Miejsce |
| --------- | ------- |
| 2007/2008 | 77      |